# TurboPrint

A TurboPrint felépítése

A TurboPrint (más néven: PrintFab) egy zárt forráskódú nyomtató meghajtó alrendszer Linux, AmigaOS és MorphOS operációs rendszerekre. Linuxon számos olyan nyomtatót támogat, melynek jelenleg még nincs szabad licenszű meghajtóprogramja, illetve több funkcionalitást nyújt az egyes modellekhez. A legfrissebb változatok Linux alatt integrálódnak a Common UNIX Printing System (CUPS) nyomtató alrendszerbe.

## Rendszerigény
- Amiga: Kickstart 2.0+, Workbench 2.0+, merevlemez (ajánlott)[4]
- Macintosh: macOS 10.9+, Intel vagy Apple M1 processzor[5]
- Linux: bármely disztribúció
- Windows: Windows Vista / Windows 7 - 11

## Történet
A 2004. március 16-án Amigára megjelent 7.60 verzió számos akkor új nyomtató meghajtójával bővült, ezen kívül postscript-interpreterként a GNU-Ghostscriptet használta a szoftvercsomag és sebességjavulást is ígért az akkor legelterjedtebb szövegszerkesztőkkel (pl. Wordworth, Finalwriter), illetve kiadványszerkesztőkkel (PageStream). Jelenleg ez a legfrissebb Amiga-változat, fejlesztése leállt.
Az AmigaOS-szerű operációs rendszerek közül jelenleg a MorphOS tartalmazza - licenc-szerződés keretében - alapértelmezett nyomtató-alrendszerként. Már 2002-ben, a MorphOS 1.2-es változatában megtalálható volt a TurboPrint nyomtatási megoldás.
2006. március 21-én adták ki a Mac OS X kiadás 2.0-ás változatát. Hibajavítások és újabb nyomtató meghajtók kerültek kifejlesztésre és a legfrissebb változat a 2022 december közepén kiadott 2.98-1 verzió.
2008. július 2-án jelent meg Linuxra a 2.00-1 változat és a fejlesztés napjainkban is zajlik és hibajavítások mellett folyamatosan bővül a támogatott nyomtatók köre. A legfrissebb linuxos változat a 2024 szeptemberében megjelent 2.57-1.
2015-től kezdődően adtak ki Windows-os változatokat is a TurboPrint szoftvercsomagból, majd 2021-től és az 1.17-es változattól átnevezték a windowsos terméket PrintFab-ra. A legfrissebb változat az 1.21-es, mely 2023. január elején jelent meg.